# Filosofia moderna
Filosofia Moderna é um período da história da filosofia que emergiu no início do século XVII. Foi marcado por uma grande riqueza filosófica e uma íntima relação com as transformações intelectuais, como o surgimento da ciência moderna, e socio-políticas - como a expansão imperialista, o contato com outras culturas, a repercussão da reforma protestante, e outras formas de efervescência social.
Na modernidade passou-se a delinear melhor os limites do estudo filosófico. Inicialmente, como atestam os subtítulos de obras tais como as Meditações de René Descartes e o Tratado de George Berkeley, ainda se fazia referência a questões tais como a da prova da existência de Deus e da existência e imortalidade da alma. Do mesmo modo, os filósofos do início da modernidade ainda pareciam conceber suas teorias filosóficas ou como fornecendo algum tipo de fundamento para uma determinada concepção científica (caso de Descartes), ou bem como um trabalho de "faxina” necessário para preparar o terreno para a ciência tomar seu rumo (caso de John Locke), ou ainda como competindo com determinada conclusão ou método científico (caso de Berkeley, em The Analyst, no qual ele criticou o cálculo newtoniano-leibniziano – mais especificamente, à noção de infinitesimal – e de David Hume com o tratamento matemático do espaço e do tempo). Gradualmente, contudo, a filosofia moderna foi deixando de se voltar ao objetivo de aumentar o conhecimento material, i.e., de buscar a descoberta de novas verdades – isso é assunto para a ciência – bem como de justificar as crenças religiosas racionalmente. Em obras posteriores, especialmente a de Immanuel Kant, a filosofia claramente passa a ser encarada antes como uma atividade de clarificação das próprias condições do conhecimento humano: começava assim a chamada "virada epistemológica".

## Filosofia do Renascimento
Filosofia da Renascença é o período da História da Filosofia que na Europa está entre a Idade Média e o Iluminismo. Isso inclui o século XV; alguns estudiosos a estendem até os princípios do ano de 1350 até os últimos anos do século XVI, ou o começo do século XVII (depois de cristo), sobrepondo as Reformas religiosas e os princípios da Idade Moderna. Dentre os elementos distintivos da Filosofia da renascença está a renovação (renascença significa "renascimento") à civilização clássica e o seu aprendizado; um parcial retorno de Platão sobre Aristóteles, que havia predominado sobre a Filosofia Medieval; e dentre alguns filósofos, havia o entusiasmo pelo ocultismo e o Hermetcismo.
Com todos esses períodos, há um extenso período de datas, razões por categorização, e limites dos eventos relatados. Em particular, o renascimento, principalmente nos últimos períodos, que começou na Itália com o Renascimento Italiano, se espalhou por toda a Europa. O renascimento Inglês inclui geralmente em seus pensadores Shakespeare, mesmo no tempo em que a Itália estava passando pelo maneirismo para o Barroco. Como um movimento importante do Século XVI ele foi suscetível para várias divisões. Alguns historiadores observam que as Reformas e as contra-Reformas são marcos do final da renascença e os mais importantes para a Filosofia, enquanto outros a veem como um único e extenso período. A filosofia do renascimento foi criada no século XIV, depois desse criamento, a filosofia do renascimento passou a ser chamada de filosofia de rances ou filosofia do viver.

## Filosofia do século XVIII
O Iluminismo ou filosofia do século XVIII foi, um movimento filosófico do século XVIII na Europa e em alguns países americanos, e nos seus mais distantes períodos também inclui a Idade da razão.O termo pode se referir simplesmente ao movimento intelectual do Iluminismo que defendia a razão como base primária da autoridade. Desenvolvida na França, Grã-Bretanha e Alemanha, o seu círculo de influências também incluíram a Austria, Itália, os Países Baixos, Polônia, Rússia, Escandinávia, Espanha e em fato, toda a Europa. Muitos dos Fundadores dos Estados Unidos foram fortemente influenciados pelas ideias iluministas, principalmente na esfera religiosa (Deísmo) e, paralelamente com o Liberalismo Clássico, na esfera política (que teve grande influência na Carta de diretos, em paralelo com a Declaração de direitos do Homem e do Cidadão).
O período do iluminismo geralmente encerra-se entre os anos de 1800, e o começo das Guerras napoleônicas (1804-1815).

## Filosofia do século XIX
Ver artigos principais: Idealismo alemão, Arthur Schopenhauer, Marxismo, Søren Kierkegaard, Friedrich Nietzsche, Positivismo e Pragmatismo.
No século XVIII, os filósofos do Iluminismo começaram a exercer um efeito dramático, tendo como ponto de referência o trabalho de filósofos como Immanuel Kant e Jean-Jacques Rousseau, e isso influenciou uma nova geração de pensadores. No final do século XVIII, um movimento conhecido como Romantismo surgiu para reunir o formalismo racional do passado, com uma grande, maior e imediata visão emocional do mundo. Ideias chaves que mostraram essa mudança foram a evolução, como foi proposta por Jean-Baptiste de Lamarck, Erasmus Darwin, e Charles Darwin, que podem agora ser chamada de ordem emergente como o mercado Livre de Adam Smith. Pressões do Igualitarismo, e as mais rápidas mudanças culminaram em um período de revolução e turbulência em que poderiam ser bem visíveis as mudanças da filosofia.